# Торам
Торам (англ. toram, torom, torum) — язык восточночадской ветви чадской семьи, распространённый в восточной части Чада в департаменте Абудейя (Aboudéïa) региона Саламат, к юго-востоку от центра департамента — города Абудейя. С севера, юга и запада область распространения языка торам граничит с ареалом чадских диалектов арабского языка, с востока — с ареалом мабанского языка кибет.
Численность говорящих — около 8 460 человек (2000). Согласно данным сайта Joshua Project, численность этнической группы торам составляет 14 000 человек. Подавляющее большинство носителей языка торам — мусульмане. Отмечается вытеснение языка торам чадскими диалектами арабского языка.
Язык торам относится к группе языков муби в классификации афразийских языков британского лингвиста Роджера Бленча, в классификации, опубликованной в работе С. А. Бурлак и С. А. Старостина «Сравнительно-историческое языкознание», и в классификации чешского лингвиста Вацлава Блажека. Наиболее близок языкам джегу, масмадже, муби, биргит, каджаксе и зиренкель.

В классификации, представленной в справочнике языков мира Ethnologue, торам включён вместе с языками биргит, масмадже, каджаксе, муби и зиренкель в состав подгруппы B1.2 группы B восточночадской языковой ветви. Может также рассматриваться как диалект языка муби или диалект, образующий вместе с муби, масмадже и биргит диалектный пучок.